# Adrián Ripa
Adrián Ripa Cruz (Épila, Zaragoza, Aragón, España, 12 de julio de 1985), deportivamente conocido como Ripa, es un futbolista español. Juega como defensa y su equipo es la Sociedad Deportiva Tarazona de la Segunda División RFEF.

## Clubes
| Club                           | País   | Año           |
| ------------------------------ | ------ | ------------- |
| Real Zaragoza "B"              | España | 2004-2007     |
| S. D. Huesca                   | España | 2007-2009     |
| CLUB DEPORTIVO FLETA           | España | 2009-2010     |
| Atlético Borrajas/ Elche C. F. | España | 2010-2011     |
| C. D. Numancia de Soria        | España | 2011-2019     |
| S. D. Tarazona                 | España | 2020-presente |